# GW Librae-variabel
GW Librae-variabeln (ZZ/GWLIB) är en typ av pulserande vita dvärgar. Variabeltypen bildar en undergrupp till ZZ Ceti-variablerna och har precis som dessa spektraltypen DA och absorptionslinjer av väte, men de har dessutom absorptionslinjer av helium i sina spektra och små ljusvariationer som kan verka konstanta över några dygn, men som under en längre tidsperiod kan uppvisa relativt stora amplituder.
Prototypstjärnan GW Librae är också en dvärgnova av WZ Sagittae-typ (UGWZ). Den varierar mellan visuell magnitud +8,2 och 17,5 i sina dvärgnovautbrott och varierar som pulserande vit dvärg med en period av 0,05332 dygn eller 76,78 minuter.